# Solnedgångsklausul
En solnedgångsklausul innebär att en lag, ett avtal eller en reglering ska upphöra att gälla efter ett visst datum som förutbestäms vid dess införande, såtillvida inte lagstiftning sker för att förlänga tidsramen. Huvudregeln är att lagar inte innehåller en solnedgångsklausul, förutom i vissa fall där lagstiftningen kan vara kontroversiell, är avsedd för en tillfällig situation eller stiftad för att testa utfallet.

## Historik
I antikens Rom var senatens makt begränsad och medföljde mandatet som senaten fick genom valet. Makten som kunde utövas, t.ex. rätten att driva in särskilda skatter eller disponera trupper, var begränsad i tid. Behörigheten som följde med mandatet upphörde att gälla före mandatperiodens slut. Dessa principer tillämpades också i den romerska nödlagstiftningen. Regeln Ad tempus concessa post tempus censetur denegata, som kan översätts med vad som medges för en period kommer att avslås efter perioden, innebar att dessa nödlagar upphörde att gälla efter en tid som bestämdes i samband med stiftandet. Principen bröts när Julius Caesar blev diktator på livstid.

## Solnedgångsklausuler i Sverige
Följande lagar är exempel på när solnedgångsklausuler har använts i svensk rätt.
- Lag (2007:978) om hemlig rumsavlyssning som ursprungligen, genom SFS 2007:978, gällde 2008-01-01—2010-12-31.[1] Lagen har genom lagändringar fått en förlängd giltighetstid och genom SFS 2013:932 gällde lagen fram till och med 2014-12-31.[2][3]
- Lag (1998:150) om allmän kameraövervakning, som numera inte gäller, var gällande 1998-07-01—2013-07-01. [4]
- Tillfälliga bemyndiganden i smittskyddslagen till regeringen att meddela föreskrifter med anledning av det virus som orsakar covid-19, som gällde 2020-04-17—2020-06-30.[5]